# Les Hêtres rouges (film, 1912)
Pour plus de détails, voir Fiche technique et Distribution.
Les Hêtres rouges (The Copper Beeches) est un film muet franco-britannique réalisé par Adrien Caillard, sorti en 1912.

## Synopsis
Rucastle refuse que sa fille épouse William et cherche à la faire renoncer à son héritage si elle se marie. Comme elle refuse, son père l'enferme dans une remise. Ensuite, il prépare un plan pour qu'une gouvernante, qui ressemble à sa fille, amène William à un endroit où il pourrait l'abattre. Miss Hunter, la gouvernante, découvre que quelqu'un est enfermé dans la remise mais Rucastle l'empêche d'aller plus loin. Hunter fait alors part de ses soupçons à Sherlock Holmes qui accepte de l'accompagner...

## Fiche technique
- Titre français : Les Hêtres rouges
- Titre anglais : The Copper Beeches
- Réalisation : Adrien Caillard
- Scénario d'après la nouvelle Les Hêtres rouges d'Arthur Conan Doyle
- Production : Arthur Conan Doyle
- Société de production : Société Française des Films Éclair, Franco-British Film Company
- Société de distribution :  France : Société Française des Films Éclair,  Royaume-Uni : Universal Pictures
- Pays d’origine :  France,  Royaume-Uni
- Langue originale : français, anglais
- Format : noir et blanc — 35 mm — 1,37:1 — film muet
- Genre : film policier
- Durée : 25 minutes
- Dates de sortie : 1912

## Distribution
- Georges Tréville : Sherlock Holmes